# Nowinki (Kaliningrad)
Nowinki (russisch Новинки, deutsch Kögsten, 1938 bis 1945 Michelfelde, litauisch Kėkštai) ist eine Siedlung in der russischen Oblast Kaliningrad. Sie gehört zur kommunalen Selbstverwaltungseinheit Munizipalkreis Krasnosnamensk im Rajon Krasnosnamensk.

## Geographische Lage
Nowinki liegt 14 Kilometer westlich der früheren Kreisstadt Dobrowolsk (Pillkallen/Schloßberg) und 25 Kilometer südwestlich der Rajonstadt Krasnosnamensk (Lasdehnen/Haselberg) an einer Nebenstraße aus Wesnowo (Kussen). Eine Bahnanbindung besteht nicht.

## Geschichte

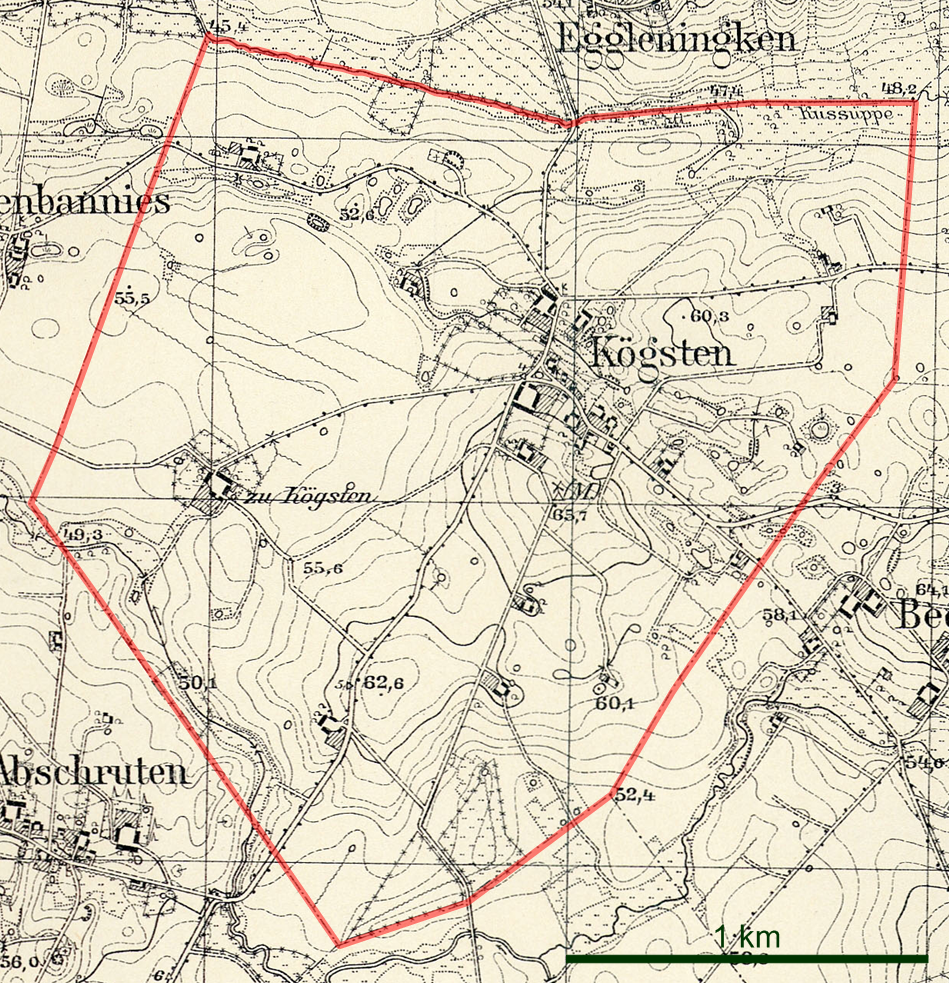
Die Gemeinde Kögsten auf einem Messtischblatt von 1936

Im Jahre 1557 wurde der Ort als Keckstekeimenn erstmals erwähnt, und zwar als Abtrennung von der älteren Streusiedlung Eggleningken (1938 bis 1945: Kiefernberg), deren Überbleibsel zuletzt ebenfalls zu Nowinki gehörten. Um 1780 war Kögsten, das auch als Szameitkehmen bezeichnet wurde, ein königliches Bauerndorf, das auch eine Windmühle besaß. 1874 wurde die Landgemeinde Kögsten in den neu gebildeten Amtsbezirk Spullen im Kreis Pillkallen eingegliedert. 1938 wurde Kögsten in Michelfelde umbenannt.
Im Jahre 1947 erhielt der Ort die russische Bezeichnung Nowinki und wurde gleichzeitig in den Dorfsowjet Wesnowski selski Sowet im Rajon Krasnosnamensk eingeordnet. Von 2008 bis 2015 gehörte Nowinki zur Landgemeinde Wesnowskoje selskoje posselenije, von 2016 bis 2021 zum Stadtkreis Krasnosnamensk und seither zum Munizipalkreis Krasnosnamensk.

### Einwohnerentwicklung
| Jahr | Einwohner |
| ---- | --------- |
| 1867 | 230       |
| 1871 | 214       |
| 1885 | 203       |
| 1905 | 181       |
| 1910 | 179       |
| 1933 | 167       |
| 1939 | 143       |
| 1984 | ~ 90      |
| 2002 | 42        |
| 2010 | 35        |
| 2021 | 18        |

## Kirche
Die mehrheitlich evangelische Bevölkerung Kögstens resp. Michelfeldes war vor 1945 in das Kirchspiel der Kirche in Kussen (russisch: Wesnowo) eingepfarrt und gehörte zum Kirchenkreis Pillkallen (Schloßberg) innerhalb der Kirchenprovinz Ostpreußen der Kirche der Altpreußischen Union. Heute liegt Nowinki im Einzugsbereich der evangelisch-lutherischen Gemeinde der Salzburger Kirche in Gussew (Gumbinnen) innerhalb der Propstei Kaliningrad (Königsberg) der Evangelisch-lutherischen Kirche Europäisches Russland.

## Bemerkenswert
Ferdinand und Ernst Riedelsberger in Kögsten erfanden den Dreschkorb. Ihre Erfindung wurde am 3. Februar 1904 vom Kaiserlichen Patentamt unter der Nr. 162540 patentiert.